# Югославия на летних Олимпийских играх 1920
Югославия принимала участие в летних Олимпийских играх 1920 года, которые проходили в Антверпене (Бельгия) с 14 по 29 августа. Это были первые летние Олимпийские игры, в которых участвовала Югославия. Страну представляли 15 спортсменов, выступающих в одном виде спорта (футбол).

## Предыстория
С 1918 по 1929 год официальным названием страны было — Королевство сербов, хорватов и словенцев. Югославский олимпийский комитет был признан Международным олимпийским комитетом в 1919 году. Эти Олимпийские игры в Антверпене были первым появлением Югославии на летних Олимпийских играх. Олимпийские игры 1920 года прошли с 14 по 29 августа 1920 года, и в них приняли участие 2626 спортсмена, представляющие 29 национальных олимпийских комитетов.

## Состав сборной
Самым молодым спортсменом представлявшим страну был Бранимир Поробич (19 лет и 236 дней), самым возрастным — Артур Дубравчич (25 лет и 347 дней). Тренером футбольной сборной на Олимпийских играх был — Велько Угринич.
 Футбол
1. Драгутин Врджюка
2. Векослав Жупанчич
3. Бранимир Поробич
4. Рудольф Рупец
5. Станко Тавчар
6. Ярослав Шифер
7. Драгутин Врагович
8. Иван Гранец
9. Артур Дубравчич
10. Никола Симич
11. Йосип Шольц
12. Андрия Коич
13. Эмил Першка
14. Йован Ружич
15. Славин Циндрич
16. Бранко Йопантевич [c]
17. Йован Поич [d]

## Результаты

### Футбол
Мужчины
Турнир на этой Олимпиаде проводился по олимпийской системе для определения чемпиона, как и все командные виды спорта. В нём приняло участие 14 команд. 22 августа было объявлено, что Югославия сыграет первый матч с Бельгией (28 августа), но 24 августа соперником была назначена сборная Чехословакии. Это решение оказалось важным, учитывая особенности распределения серебряных и бронзовых медалей в турнире, а также то, что и Бельгия, и Чехословакия дошли до финала.  Тем не менее, если бы Бельгия проиграла финал, то Югославия должна была бы сыграть с Францией в полуфинале турнира за серебряные и бронзовые медали. Именно по этой причине югославская команда осталась в городе после поражения от Чехословакии со счетом 7:0.

#### 1/8 финала
| Чехословакия                                                   | 7:0     | Югославия |
| -------------------------------------------------------------- | ------- | --------- |
| - Ваник 20′ 46′ 79′ (пен.) - Янда 34′ 50′ 75′ - Й.Седлачек 43′ | (отчёт) |           |

| Чехословакия: Клапка - А.Гойер, Поспишил - Коленаты, Пешек-Кадя , Пернер - Й.Седлачек, Янда, Пилат, Ваник, Мазал · Югославия: Врдука - Жупанчич, Шифер - Тавчар, Циндрич, Рупец - Врагович, Дубравчич , Першка, Гранич, Ружич 13' |

Матч между Египтом и Югославией, который часто называют «утешительным», на самом деле не был частью официального турнира, а имел статус товарищеского матча. Ни одна из других сборных, проигравших в 1/8 финала, не участвовала в подобных матчах.
По итогам турнира сборная заняла 12-е место, проиграв в 1/8 финала.